# Revolusom: a Volta do Tape Perdido
Revolusom: A Volta Do Tape Perdido foi o primeiro álbum da banda Posse Mente Zulu, lançado em 2005. Foi ao ar com atraso devido a Rappin Hood seguir carreira solo. Já vendeu 58.000 cópias até o momento. Conteve clássicos como "Dona Maria", com Leci Brandão e "Nem Tudo Está Perdido", com Sabotage e Luciana Mello.

## Letras e Produção
As letras de Revolusom: A Volta Do Tape Perdido foram ligadas ao tema Political hip hop e também do racismo. Isto está provado na música "Caindo no Real". Revolusom: A Volta Do Tape Perdido teve produtores como Dj Marcelinho, KL Jay, o próprio Rappin Hood e Parteum.

## Outras referências
http://www.artistdirect.com/nad/store/artist/album/0,,3299412,00.html
http://www.allmusic.com/album/revolusom-a-volta-do-tape-perdido-mw0000524626